# Jean-Baptiste Feyzeau

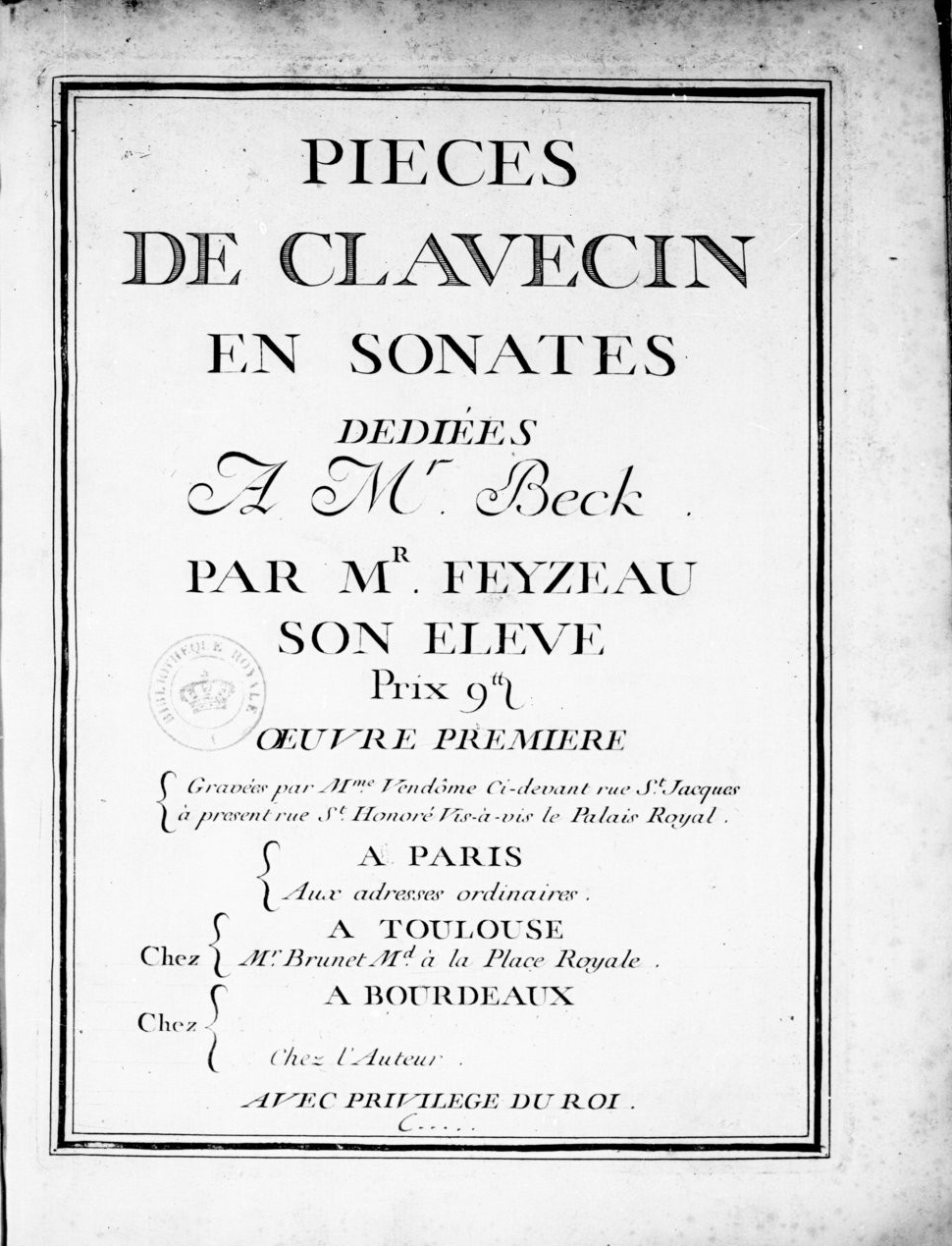
Page de titre des pièces de clavecin opus 1 de J.-B. Feyzeau (Paris, 1764)

Jean-Baptiste Feyzeau (son prénom est longtemps resté inconnu), né le 31 juillet 1745 à Bordeaux et mort dans la même ville le 4 mars 1806, est un claveciniste, organiste et compositeur français du XVIIIe siècle.

## Biographie

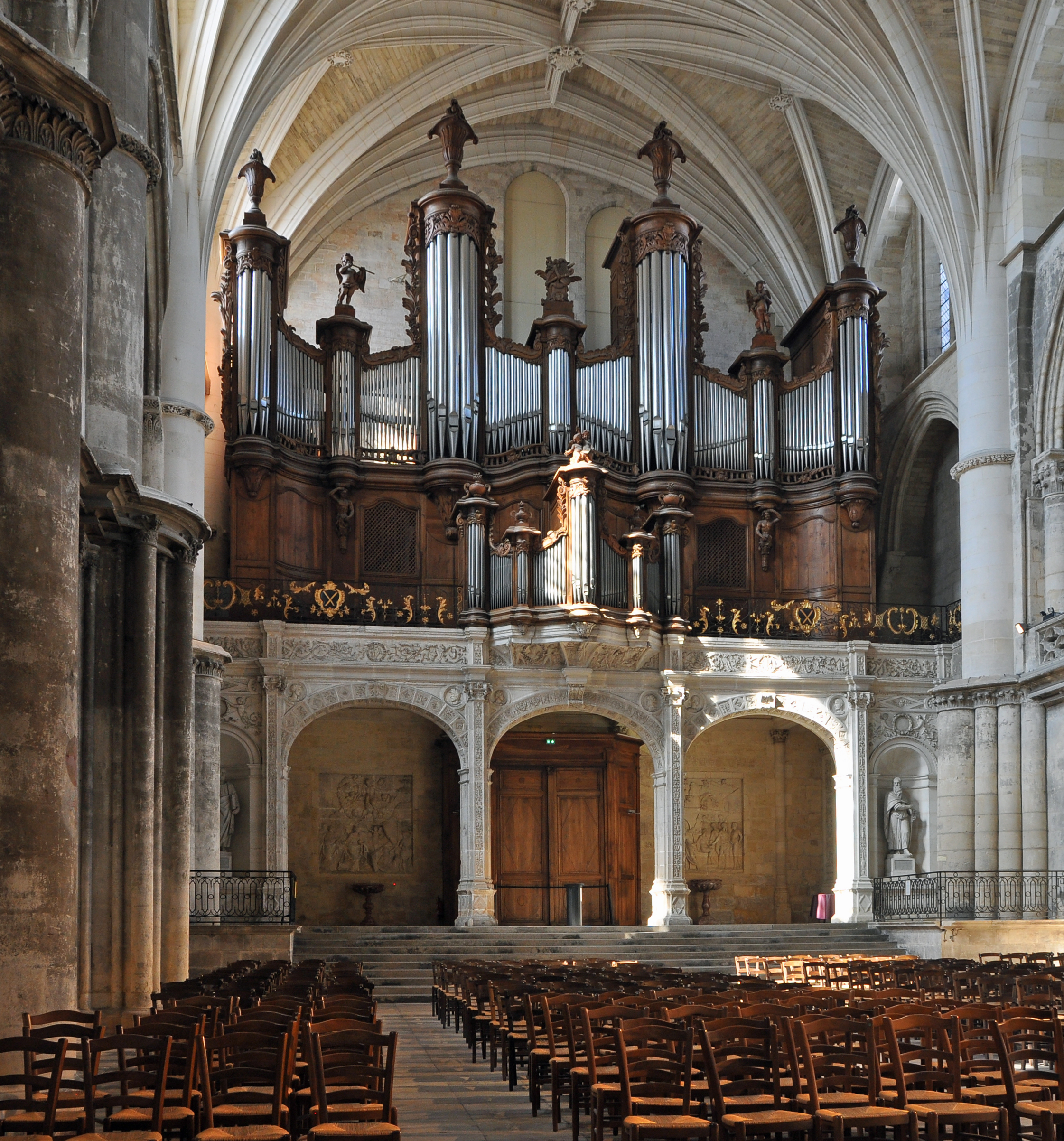
L’orgue Dom Bedos de Celles (1748) de Saint-André à Bordeaux

On en sait très peu à son sujet sinon qu'il était, à Bordeaux, élève de Franz Beck auquel il dédia son unique recueil de pièces de clavecin et qu'il a été organiste à la cathédrale Saint-André.
Les pièces comptables de l'Archevêché de Bordeaux pour le Chapitre Cathédrale Saint-André indiquent à la date du 30 avril 1771 : « ... un certificat de Feyzeau, organiste de la Cathédrale en faveur de Labruguière facteur d'orgue pour la réparation de l'orgue de chœur... »
Un avis de spectacle de 1782 nous apprend la représentation au Grand Théâtre de Bordeaux de la comédie en trois actes « Suzette ou les préjugés vaincus » avec des ariettes de « Feyzeau, organiste de la Cathédrale Saint André et élève de Mr Beck ».

## Œuvres

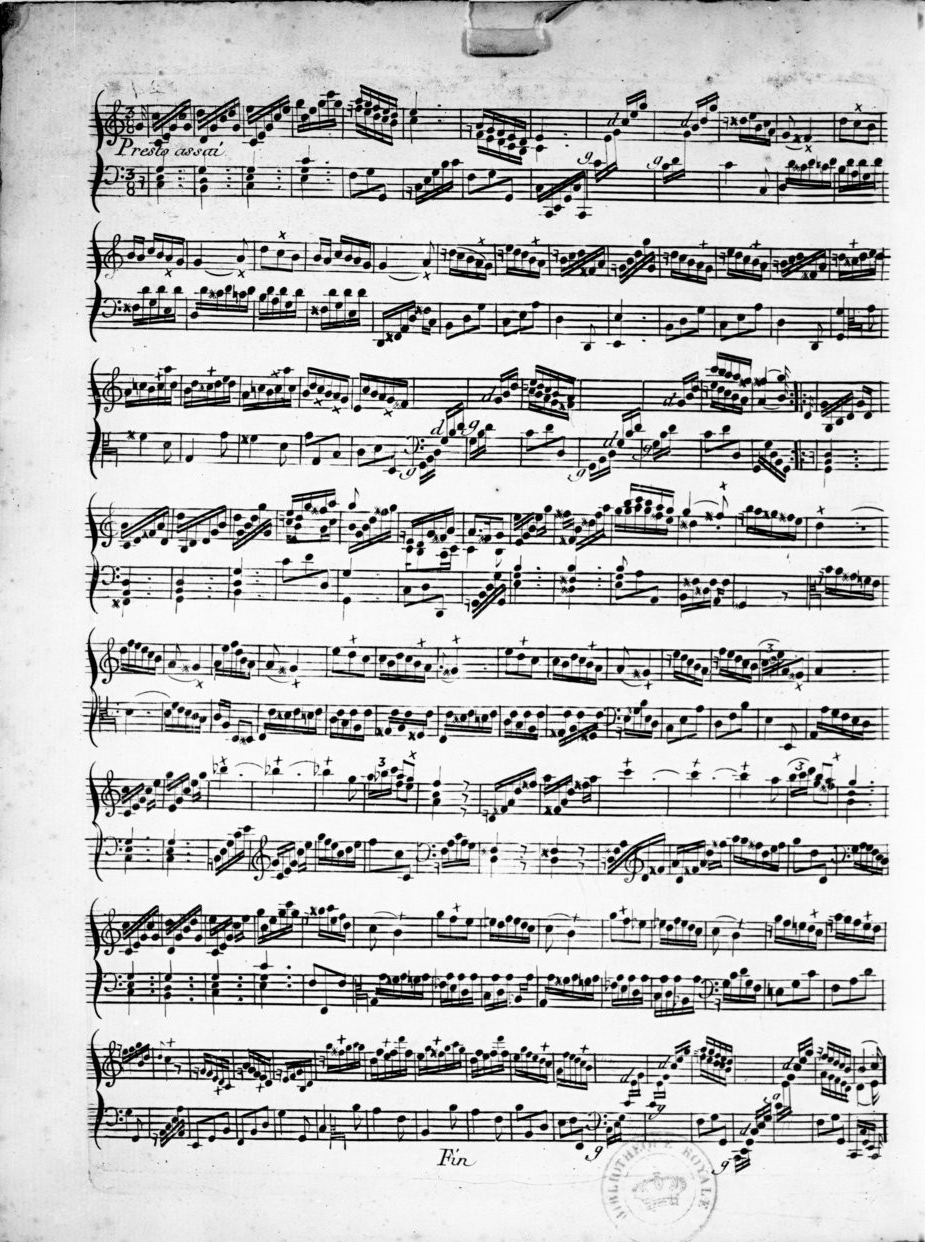
Dernière page de la partition des pièces de clavecin de J.-B. Feyzeau.

- Pièces de clavecin en sonates, op. 1 (1764)

1. Sol majeur : Allegro moderato - Minuetto
2. Fa majeur : Allegretto - Minuet / Trio en fa mineur
3. Ré mineur : Andante grazioso - Allegro
4. Mi-bémol majeur : Allegro - Minuetto en do majeur
5. Sol majeur : Allegretto - Minuetto
6. Do majeur : Allegro assai - Andante grazioso en ut mineur - Presto assai

## Éditions
- J. Feyzeau, Pièces de clavecin en sonates, Genève, Minkoff, 1982 (BNF 39590595)

## Lien contextuels
- Franz Beck